# Гоффи, Ленто
Ленто Гоффи (итал. Lento Goffi; 15 ноября 1923 — 14 января 2008) — итальянский поэт, историк, писатель и эссеист, в основном живший и творивший в провинции Брешиа (Ломбардия). Дружил с поэтом Витторио Серени.

## Биография
Родился в 1923 году в антифашистской семье, учился в лицее Арнольда в Брешиа, получил высшее образование в Университете Милана в области современной литературы, затем преподавал в ряде институтов в провинции Брешиа. Печатался во многих изданиях, в частности журнале Il Bruttanome.

### Частная жизнь
Гоффи был женат на Элизе Маркина; у них родился сын Джорджо.

## Книги
- 1962: Lunarietto (Il Bruttanome)
- 1964: Cinque poesie e una prosa (Sigma)
- 1968: Dalla Marca d’Oriente (Scheiwiller)[4]
- 1971: Un’isola, sì con sei incisioni di Franca Ghitti (L.N.C.)
- 1974: Evasivamente flou (Libri Scheiwiller)
- 1979: Cronachetta con sei incisioni di Franca Ghitti (Scheiwiller)
- 1981: Un sabato di febbraio (Società di poesia)[5]
- 1984: L’attimo incolore con tre acqueforti di Giovanni Repossi (Il Farfengo)
- 1986: Diario per l’assente (Lo Specchio, Mondadori)
- 1991: L’amata Phegea (La Quadra)
- 1994: Per orbite interne (La Quadra)